# Talbotton
La ville de Talbotton est le siège du comté de Talbot, dans l’État de Géorgie, aux États-Unis. Sa population s’élevait à 970 habitants lors du recensement de 2010, estimée à 850 habitants en 2016.

## Démographie
| 1870 | 1880  | 1890  | 1900  | 1910  | 1920  |
| ---- | ----- | ----- | ----- | ----- | ----- |
| 796  | 1 008 | 1 140 | 1 131 | 1 081 | 1 093 |

| 1930  | 1940  | 1950  | 1960  | 1970  | 1980  |
| ----- | ----- | ----- | ----- | ----- | ----- |
| 1 064 | 1 060 | 1 175 | 1 163 | 1 045 | 1 140 |

| 1990  | 2000  | 2010 | - | - | - |
| ----- | ----- | ---- | - | - | - |
| 1 046 | 1 019 | 970  | - | - | - |

## Source
- (en) Cet article est partiellement ou en totalité issu de l’article de Wikipédia en anglais intitulé « Talbotton, Georgia » (voir la liste des auteurs).